# La vendetta della maschera di ferro
La vendetta della maschera di ferro è un film del 1961, diretto da Francesco De Feo.